# Hendon Mob
Der Hendon Mob ist eine Gruppe von vier professionellen Pokerspielern, die alle gebürtig aus London stammen. Der Name setzt sich aus dem Londoner Stadtteil Hendon sowie dem Begriff Mob zusammen. Der Hendon Mob betreibt eine sehr erfolgreiche Internetseite, welche eine einzigartige Poker-Datenbank beinhaltet, in der jedes professionelle Live-Pokerturnier sowie alle Pokerspieler mit ihren Resultaten geführt werden.

## Mitglieder
- Barny Boatman (* 1956)
- Ross Boatman (* 1964)
- Joe Beevers (* 1967)
- Ram Vaswani (* 1970)

## Geschichte
Der Name der Gruppe wurde erstmals im September 2000 von Victoria Coren in der Zeitung Evening Standard publiziert.
Joe Beevers ist das einzige Mitglied, das ursprünglich aus dem Londoner Stadtteil Hendon kommt. Die anderen Mitglieder spielten jedoch in Hendon, sodass der Name zustande kam. Der Hendon Mob beschreibt John Kabbaj als sein inoffizielles fünftes Mitglied. Der Mob wurde von der Onlinepokerseite Full Tilt Poker gesponsert.
Im Jahr 2000 übernahm die Hendon Mob Poker Database die Informationen der Seite Pokerpages.com, die dadurch obsolet wurde.